# Купчик, Юрий Петрович
Юрий Петрович Купчик (4 января 1941, Москва, СССР — 12 ноября 2007, Москва, Россия) — советский футболист, защитник.

## Карьера
Воспитанник ДЮСШ «Спартак» Москва. За свою карьеру выступал в командах «Спартак» Москва, ЦСКА, «Динамо» Минск, «Торпедо» Люберцы и «Сатурн» Раменское.
7 марта 1961 года провёл единственный матч за «Спартак» против кишинёвской «Молдовы». Выездная игра чемпионата СССР завершилась ничьей 1:1.